# 国仲みさと
国仲 みさと（くになか みさと、1982年10月12日-）は、日本のAV女優。バンビプロモーション所属。
2007年にAVデビューした。特技は水泳、新体操、体が柔らかいこと。趣味は旅行。

## 作品

### アダルトビデオ
2007年
- 渋○女子○生!ウラパー! VOL.02（3月23日、プレステージ）他出演:星野優奈、並樹ゆりあ、日比野夕希、永瀬あき ほか
- 高身長の女 3（4月23日、ビジュアルインフォメーションプロダクツ）共演:岡本なつき、AKI
- ザ・カメラテスト　えっ!?待って下さい イヤです!（5月11日、アテナ映像）他出演:中里めぐみ、はるか悠、工藤なつき、山本凛
- 女性営業マンのための正しいビジネスマナーQ＆A（6月7日、V&Rプロダクツ）他出演:佐伯奈々、関はるか、芹沢夕穂、中條美香、新川舞美 ほか
- セクハラ 4 暴れるんじゃない、これは教育指導だ（6月21日、アテナ映像）他出演:天乃みお、佐伯奈々、藤原飛鳥
- 恥悦フレンドIV（7月6日、プールクラブ・エンタテインメント）
- 強制レイプマニアックス 12（7月27日、メディアバンク）他出演:立花里子、倉橋ケイ、AKI、岡本なぎさ、栗原淳子
- オナニー女の半生 現在の章 告白（8月24日、レイディックス）
- オナニー女の半生 過去の章 再現（8月24日、レイディックス）
- 家庭教師に僕の太いのズッポリ入れたい（8月30日、LEO）他出演:長澤りか、皆川歩、神谷奈々
- リモコンバイブの虜 8 国仲みさと 生田沙織（9月7日、プールクラブ・エンタテインメント）他出演:生田沙織
- バイブの虜25 美脚美女11人のエロスの極み（9月7日、プールクラブ・エンタテインメント）他10名出演
- 電マ悦楽 21人の絶叫アクメ!! 強制潮吹き&失禁!!（10月5日、プールクラブ・エンタテインメント）他20名出演
- オナニー女の半生 未来の章 願望（10月25日、レイディックス）
- 雪村春樹全集 4（11月9日、明和プランニング）
- 陵辱アパート〜2号室の淫夢〜（11月20日、大洋図書）
- 羞恥（仮）（11月30日、LEO）他出演:速水あおい、西野ひなた、星優乃、夏木ルル、神谷奈々、麻生岬、青山亜里沙

2008年
- 愛奴汁垂れ流し（1月1日、シネマジック）
- お宅でちょねこ③人妻の裏窓美熟絵図「奥さんハマッてます」（1月24日、イエローボックス）
- 美脚淑女恥じらいの洗礼[二]（2月1日、シネマジック）共演:MIHARU
- 現役女子大生W痴女デジモアングル 国仲みさと×福原さやか（2月8日、アップス）共演:福原さやか
- 凄いオナニー女たち（3月22日、レイディックス）他多数出演
- 露出番外地 M女調教グラフティー（4月11日、プレステージ）
- 締め脆い喉頚を冷徹に非情（5月1日、幻奇）他出演:風見ララ、桜井真央、市原あいみ、真島みゆき
- 就活女子大生面接　⑧（5月25日、アップス）他出演:山岡由梨
- 私のアナルにチンポを2本ぶち込んで